# Тройной орден
Тройной орден — государственный орден Португалии, объединивший в себе высшие степени португальских рыцарских орденов Христа, Сантьяго и меча, святого Бенедикта Ависского. В настоящее время является должностным знаком Президента Португалии, как гроссмейстера португальских орденов.

## История
На территории королевства Португалия в разные времена были основаны (или пришли извне) три рыцарских ордена крестоносцев: португальская ветвь ордена Храма, впоследствии, после ликвидации ордена, переименованная в орден Христа, орден Сантьяго и Меча, орден святого Бенедикта Ависского.
Номинально считаясь вассалами португальского короля, гроссмейстеры орденов проводили свою политику, являлись крупными землевладельцами королевства.
30 ноября 1551 года папа римский Юлий III издал буллу, передающую гроссмейстерскую власть над орденами португальскому королю из Ависской династии Жуану Благочестивому. Король объявил должность гроссмейстера орденов наследственной.
Впервые орденский знак объединяющий в себе орденские кресты появился в 1789 году при королеве Марии I Благочестивой. 17 июня 1789 года был издан декрет, по которому монарх в церемониалах использует объединённый знак трёх военных орденов, дабы не отдавать предпочтение ни одному из них. Таким образом, знак с тремя крестами стал высшей степенью отличия Португальского королевства.
15 октября 1910 года с провозглашением Португальской Республики все королевские ордена были запрещены, в их числе и Тройной орден.
1 декабря 1918 года президент Сидо́ниу Бернарди́ну Кардо́зу да Си́лва Па́иш своим указом восстановил тройной орден в его прежнем статусе как отличительный знак гроссмейстера португальских орденов, а также для награждения глав иностранных государств.
В XX веке тройной орден был вручен бельгийским королям Альберту I (1919) и Леопольду III (1938), королю Великобритании Георгу VI (1939) и королеве Елизавете II (1955), королю Таиланда Пхумипону Адульядету, президентам Бразилии Жуану Кафе Филью (1955) и Жуселину Кубчеку (1957), каудильо Испании генералу Франко (1962).
Органическим законом 1962/1963 тройной орден был объявлен знаком власти Президента Португалии, и в дальнейшем награждением им иностранных глав государств прекращается.
Это правило было подтверждено законом 1986 года. Более того, было определено, что тройной орден вручается Президенту Португалии при вступлении им в должность Гроссмейстера португальских орденов.

## Знаки отличия

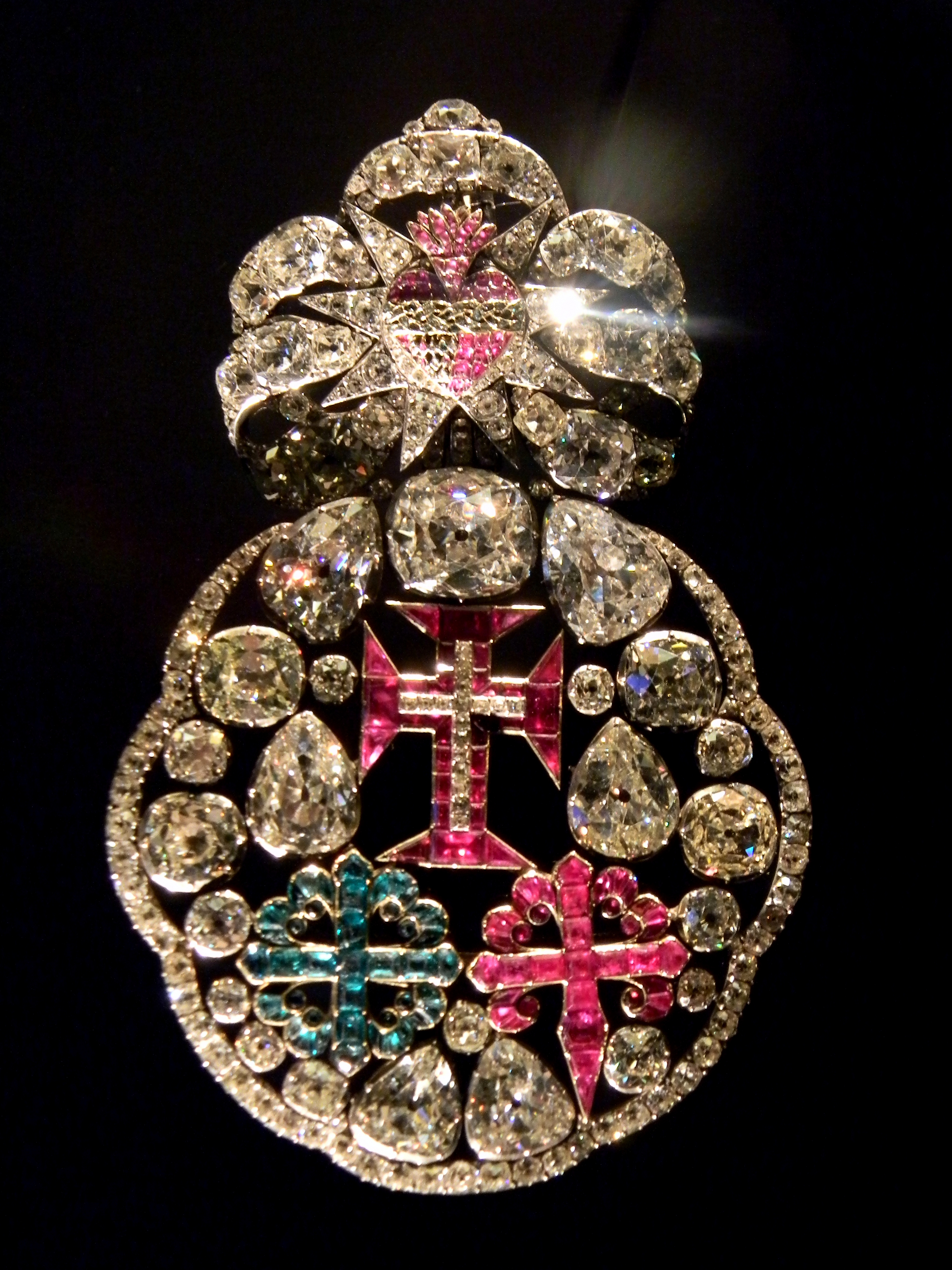
Знак тройного ордена. XVIII в. Драгоценные камни и бриллианты

Орден состоит из знака на чрезплечной ленте и звезды.
Знак — золотой овальный медальон с декоративным узором внутри, окаймляющим три внутренних медальона с изображениями красного креста ордена Христа, зелёного креста ордена святого Бенедикта Ависского и пурпурного креста ордена Сантьяго.
Звезда ордена золотая восьмиконечная с круглым медальоном в центре с изображениями трёх внутренних медальонов с крестами орденов Христа, Сантьяго, святого Бенедикта Ависского в окружении декоративного узора.
Чрезплечная лента ордена трёхцветная, объединяющая в себе орденские цвета трёх орденов:
- Зелёный — святого Бенедикта Ависского
- Пурпурный — Сантьяго
- Красный — Христа